# Henry Ruß
Henry Ruß (* 1964 in Zwickau) ist ein deutscher Kommunalpolitiker (Die Linke). Er ist seit 2023 Oberbürgermeister von Reichenbach im Vogtland.

## Leben
Ruß machte sein Abitur 1982 an der Goethe-Schule Reichenbach und absolvierte daraufhin ein zweijähriges Praktikum bei der FDJ-Kreisleitung. Von 1984 bis 1989 studierte er Geschichte und Pädagogik an der Karl-Marx-Universität Leipzig. Er arbeitete bis zur Wahl als Bürgermeister im Personaldienstleistungsbereich als Prozessmanager und gehörte dort dem Betriebsrat an.
Ruß ist verheiratet und hat zwei Kinder.

## Politik
Ruß saß für die Linke bis zum Ausscheiden von Amts wegen seit 1998 im Stadtrat von Reichenbach. Im Kreistag des Vogtlandkreises sitzt er auch weiterhin und ist Fraktionsvorsitzender der Linken-Fraktion. Zur Landtagswahl 2009 kandidierte er im Wahlkreis Vogtland 3 und erhielt mit 21,4 % nach CDU und FDP das drittbeste Ergebnis. Zur Landtagswahl 2014 war er Direktkandidat im Wahlkreis Vogtland 4 und erhielt mit 23,5 % der Stimmen das zweitbeste Ergebnis.
Bei der Bürgermeisterwahl 2023 wurde er zum Bürgermeister von Reichenbach gewählt und löste den abgewählten Raphael Kürzinger ab.